# Nguyễn Hữu Hùng (chính khách)
Nguyễn Hữu Hùng (19 tháng 4 năm 1930 – ?) là thẩm phán và chính khách người Việt Nam, từng một thời giữ chức Tổng trưởng và Ủy viên Bộ Lao động Việt Nam Cộng hòa.

## Tiểu sử
Nguyễn Hữu Hùng sinh ngày 19 tháng 4 năm 1930 tại tỉnh Thanh Hóa, Trung Kỳ, Liên bang Đông Dương.:328
Ông tốt nghiệp cử nhân luật.:328 Ra trường lần lượt đảm nhận chức Thẩm phán sơ thẩm tỉnh Bình Định, Chánh án tỉnh Phú Yên và Chánh án tỉnh Phước Tuy.:328
Cuối năm 1964, ông được Thủ tướng Trần Văn Hương mời làm Tổng trưởng Bộ Lao động trong nội các của mình.:328
Giữa năm 1966, một lần nữa ông lại giữ chức Ủy viên Lao động trong nội các chiến tranh Nguyễn Cao Kỳ,:328 thay thế vị ủy viên tiền nhiệm là Nguyễn Xuân Phong được điều động sang làm Ủy viên Phụ tá Chủ tịch Ủy ban Hành pháp Trung ương.
Sau ngày 30 tháng 4 năm 1975, ông bị chính quyền cộng sản bắt đưa đi học tập cải tạo.
Đầu thập niên 1980, ông được thả về nhà sinh sống bình thường. Không rõ cuối đời ông ra sao và mất vào lúc nào. 

## Gia đình
Theo cuốn Who's who in Vietnam xuất bản năm 1974, Nguyễn Hữu Hùng đã lập gia đình và có 4 người con.:328 Ngoài ra, ông còn có 2 người em trai là Trung tá Nguyễn Hữu Hải, nguyên Phụ tá đặc biệt của Chỉ huy trưởng Cảnh sát Quốc gia Vùng 2, Trung tá Hải là giới chức cao cấp nhất của Cảnh sát Đặc biệt có mặt tại Bộ Tư lệnh Cảnh sát Quốc gia và chính ông ra lệnh thiêu hủy hồ sơ của Khối Đặc biệt nên ở tù lâu nhất, ra tù sau cả Thiếu tướng Lê Minh Đảo. Người em trai tiếp theo là Luật sư Nguyễn Hữu Hiệu, Dân biểu Quốc hội Lập hiến năm 1966 và Dân biểu Lập pháp nhiệm kỳ 1971–1975. Sau năm 1975 bị đi học tập cải tạo rồi về sau được trả tự do và vượt biên sang Mỹ định cư vào năm 1988. 

## Vinh danh
- Kim Tháp Bội Tinh Đệ Nhất Đẳng[6][2]:328
- Chương Mỹ Bội Tinh[2]:328